# William Forsell Kirby

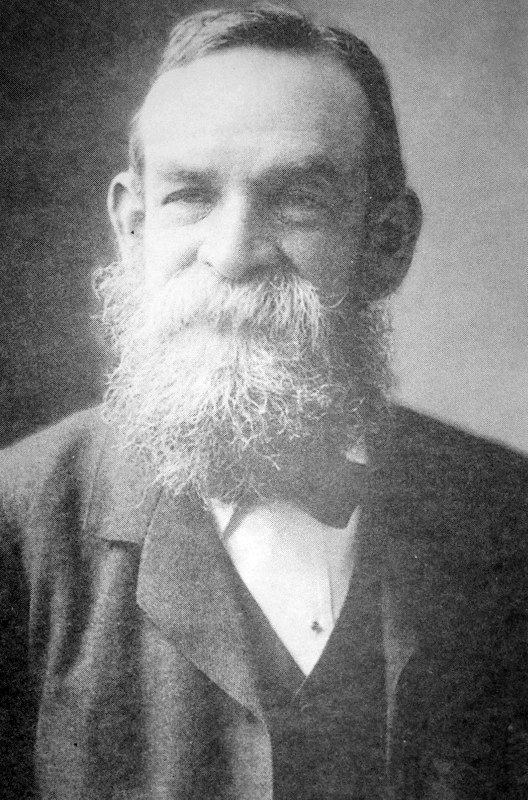

William Forsell Kirby (ur. 14 stycznia 1844 w Leicesterze, zm. 20 listopada 1912) – angielski entomolog i folklorysta.

## Życiorys
Urodził się w 14 stycznia 1844 w Leicesterze. Był najstarszym synem bankiera, Samuela Kirby’ego. Kształcił się prywatnie i w bardzo młodym wieku zaczął interesować się motylami. Rodzina przeprowadziła się do Brighton, gdzie poznał Henry’ego Cooke’a, Fredericka Merrifielda i J.N. Wintera. W 1862 opublikował Manual of European Butterflies (Podręcznik do Europejskich Motyli).
W 1867 roku został kustoszem Muzeum Royal Dublin Society oraz stworzył Synonymic Catalogue of Diurnal Lepidoptera (1871; Supplement 1877) (Katalog Synonimów Motyli Dziennych).
W roku 1879, po śmierci Fredericka Smitha, został asystentem w Muzeum Historii Naturalnej w Londynie. Wydał szereg katalogów jak Rhopalocera Exotica (1887-1897) oraz Elementary Text-book of Entomology. Przeszedł na emeryturę w 1909 roku.
W.F. Kirby miał rozległe zainteresowania oraz znał wiele języków. Przetłumaczył w całości fińską epopeję narodową – Kalevalę z fińskiego na angielski. Jego tłumaczenie wywarło duży wpływ na J.R.R. Tolkiena, który przeczytał je po raz pierwszy gdy był nastolatkiem. Kirby dostarczył także wiele przypisów do tłumaczenia sir Richarda Burtona Księgi tysiąca i jednej nocy.
Wykonał również istotną pracę dotyczącą prostoskrzydłych, w tym trzytomowy katalog zawierający wszystkie ówcześnie znane gatunki (1904, 1906, 1910).

## Prace i osiągnięcia

### Entomologiczne
- W.F. Kirby, Manual of European Butterflies (1862)
- W.F. Kirby, Synonymic Catalogue of Diurnal Lepidoptera (1871)
- W.F. Kirby, Catalogue of the collection of diurnal Lepidoptera formed by the late William Chapman Hewitson of Oatlands, Walton on Thames; and bequeathed by him to the British Museum. Londyn, John Van Voorst.
- W.F. Kirby, A Hand-book to the Order Lepidoptera (1896)
- W.F. Kirby, Familiar butterflies and moths (1901)
- W.F. Kirby, Butterflies and moths of Europe (Ilustrowany) (1903)
- W.F. Kirby, Elementary Text-book of Entomology
- W.F. Kirby, Hand-book to the order Lepidoptera (1897)
- W.F. Kirby, Marvels of Ant Life Circa (1890s)
- W.F. Kirby, A Synonymic Catalogue of Orthoptera British Museum (Natural History), Londyn. (3 tomy: 1904, 1906, 1910)

Wkład w inne prace:
- William Chapman Hewitson, Illustrations of diurnal Lepidoptera (1863)
- Richard Lydekker, Natural history (1897)

### Literackie
- W.F. Kirby, Kalevala the Land of Heroes (1907) ISBN 978-0-674-50000-6
- W.F. Kirby, The Hero of Esthonia and other studies in the romantic literature of that country (1895)